# 795 Fini
795 Fini eller 1914 VE är en asteroid i huvudbältet, som upptäcktes den 26 september 1914 av den österrikiske astronomen Johann Palisa. Det är okänt varför asteroiden fick detta namn.
Asteroiden har en diameter på ungefär 85 kilometer.